# Jericho (Sudafrica)
Jericho è un centro abitato sudafricano situato nella municipalità distrettuale di Bojanala Platinum nella provincia del Nordovest.
Il villaggio è sottoposto all'autorità tribale di Bakwena ba Mogopa.

## Geografia fisica
Il centro abitato sorge a circa 33 chilometri a nord della città di Brits.